# Bordetella holmesii
Bordetella holmesii ist ein gramnegatives, stäbchenförmiges Bakterium aus der Ordnung der Burkholderiales. Es ist verwandt mit Bordetella pertussis und Bordetella parapertussis, zwei der bekanntesten Erreger des Keuchhustens (auch Stickhusten genannt), einem Krankheitsbild, welches klassischerweise als Kinderkrankheit bezeichnet wird und mit anfallsartigem, blechern tönendem Husten einhergeht.
Bordetella holmesii wurde erst Jahrzehnte nach Bordetella pertussis entdeckt und nach seinem Entdecker, dem Biologen Barry Holmes benannt.

## Geschichte und humanmedizinische Bedeutung
Nachdem Bordetella pertussis bereits zu Beginn des 20. Jahrhunderts von Bordet und Gengou entdeckt worden war (damals: Bordet-Gengou-Bacillus), wurde Keuchhusten (auch Pertussis convulsiva, also anfallsartiger Husten) über lange Zeit als Folge einer Infektion mit diesem Bakterium definiert. Wahrscheinlich aber verursachen etwa vier bis sechs Arten der Gattung Bordetella keuchhustenartige Erkrankungen. Dies wird durch besser werdende diagnostische Mittel deutlich. Diskutiert wird rückblickend die Möglichkeit, dass es in der Vergangenheit zu gelegentlichen Fehldiagnosen gekommen ist. Mancher Stickhusten wird vermutlich von anderen Arten als Bordetella pertussis ausgelöst worden sein. Noch in den 2010er Jahren wurde wissenschaftlich auf die Schwierigkeit hingewiesen, dass es mit Routine-Verfahren, bzw. mit Routine-PCR zu inkorrekten Diagnosen kommt. Auch wenn in mehreren Arbeiten zu lesen steht, dass Infektionen mit Nicht-pertussis-Arten mildere Krankheitsverläufe nach sich ziehen, steht dem gegenüber, dass Bordetella holmesii mit schweren Krankheitsverläufen assoziiert sein kann. Wurde B. holmesii zunächst aus dem Blut septischer Patienten isoliert, konnte man die Art auch bei Endocarditis, Spondylodiscitis, Pneumonie, Meningitis und andere schwere Erkrankungen nachweisen. So werden diese Bordetellen auch als Emerging pathogens anerkannt bzw. werden Infektionen mit diesen Pathogenen als Emerging infectious diseases bezeichnet. Bordetealla-pertussis-wirksame Impfungen, bieten dabei keinen Schutz gegen B. holmesii.

## Merkmale
Bortedella holmesii weist gramnegative, kleine kokkoide oder kurze stäbchenförmige Zellen auf, wobei selten auch längere Stäbchen beobachtet werden. Sie können keine Kohlenhydrate verwerten (asaccharolytischer Stoffwechsel), sind oxidasenegativ, unbeweglich und anspruchsvoll. Sie produzieren ein lösliches, braunes Pigment, was sie von den ihnen verwandten Bakterien unterscheidet. Ein ähnliches Pigment ist bisher nur von Moraxella canis bekannt. Auf MacConkey-Agar wachsen sie, wenn überhaupt, mäßig und benötigen drei bis sieben Tagen Inkubation bei 35 °C. Der GC-Gehalt ist zwischen 61,5 und 62,3 mol%. Es kommt nur im Blut von Menschen vor.

## Diagnose
Nach Impfung, bei sehr kleinen Kindern, bei sehr alten Menschen oder nach bereits durchgemachter Erkrankung, sind Keuchhustensymptome oft nicht typisch. Da es im Rahmen von Infektionen mit B. holmesii zu Pertussis-artigen Erkrankungen kommen kann (oder auch nicht) ist eine Diagnose anhand gebotener Symptome kaum möglich. Erschwert wird dies weiterhin durch die bisher immer noch lückenhaften Kenntnisse zur Epidemiologie, auch wenn es Hinweise darauf gibt, dass es in den letzten Jahren unter Umständen häufiger Fälle gibt und diese eher Jugendliche betreffen. In dieser Altersklasse kann es sogar zu gemischten Ausbrüchen von B. pertussis und holmesii kommen, so dass dies das Bild noch komplexer macht. Bei gesunden Menschen jungen (oder mittleren) Alters, macht sich eine Erkrankung unter Umständen nicht bemerkbar, bzw. hat sie weniger Bedeutung als für sehr kleine Kinder oder alte Menschen, so dass zunächst die Frage nach der Relevanz einer Diagnose beantwortet werden muss. Je nach Erkrankungsstadium stehen dann unterschiedliche diagnostische Mittel zur Verfügung.
Wie lange die Inkubationszeit vor einer Erkrankung dauert, ist nicht sicher belegt, sie könnte aber ähnlich wie bei Pertussis sein und zwischen 10 und 21 Tagen betragen. Da Antikörper erst nach etwa drei Wochen gebildet werden, ist vor diesem Zeitpunkt den direkten Nachweisverfahren der Vorzug zu geben. Hierbei muss sogenanntes tiefes Material gewonnen werden, da die Bakterien sich nicht im oberen/vorderen Nasen-Rachen-Raum befinden und vermehren. Das heißt es sollten tiefe Abstriche durchgeführt oder ein echtes Sputum gewonnen werden (häufig wird nur Sekret aus oberen Abschnitten der Atemwege gewonnen). Hierzu muss Schleim aus der Tiefe der Atemwege abgehustet werden, da sonst keine Bakterien nachgewiesen werden können, auch wenn sie sich in tieferen Regionen des Atemtrakts befinden. Zudem könnte Bakterienflora der oberen Atemwege die Diagnose erschweren, wenn das gewonnene Material eher Speichel entspricht. Mit dem richtig gewonnenen Material können kulturelle Verfahren durchgeführt werden oder PCR. Wobei die PCR verglichen mit der Kultur das schnellere Verfahren darstellt und eine höhere Sensitivität aufweist - vorausgesetzt das Material wurde richtig gewonnen und die PCR kann die wichtigsten Bordetellen differenzieren. Es können zum Beispiel mittels Kombination aus 16s-Sequenzierung und PCR-Nachweis von IS481 und bhoE, Gene detektiert werden, die in B. pertussis nicht nachweisbar sind. Bei Ausbrüchen ist aber zumindest die vereinzelte Kultur der Erreger sinnvoll, weil nur so ein Resistogramm ermittelt werden kann.

## Therapie und Prävention
Die Behandlung einer Infektion und Erkrankung an Bordetella holmesii ist diffizil, da sie mittels Standardverfahren teilweise als Pertussis diagnostiziert wird. Die Unterscheidung der beiden Erreger ist nicht akademisch, sondern hat eine reelle Bedeutung, da B. holmesii deutlich weniger empfindlich für die Antibiotika ist, mit denen Pertussis üblicherweise behandelt wird (zum Beispiel Makrolidantibiotika). Darum ergibt es Sinn ein Resistogramm durchzuführen und die antibiotische Behandlung entsprechend anzupassen.
Eine Prävention im Sinne einer Impfung existiert nicht. Prävention muss darum am ehesten im Sinne einer Expositionsprophylaxe erfolgen, beispielsweise als physischer Abstand zu erkennbar Erkrankten (analog allgemeiner Maßnahmen bei Erkrankungen des Atemtrakts). Erhöhte räumliche Abstände vermindern die Anzahl infektiöser Partikel die, ausgehend von der potentiell infektiösen Quelle, beim suszeptiblen Individuum ankommen. Dies ist insbesondere für Immunkompromittierte (Menschen mit eingeschränkt funktionsfähigem Immunsystem), sehr alte Menschen und sehr kleine Kinder von Bedeutung. Letztere können durch keuchhustenartigen Erkrankungen schwerste Luftnot und Krampfanfälle erleiden und müssen unter Umständen intensivmedizinisch betreut werden. Eine Arbeit aus 2008 beschreibt, dass jährlich gerundet 300.000 Kinder an den Folgen von Keuchhustenerkrankungen versterben.